# Caobanal 2.ª Sección (Pedro Sánchez Magallanes)
Caobanal 2.ª Sección (Pedro Sánchez Magallanes) es una localidad del municipio de Huimanguillo ubicado en la subregión de la Chontalpa del estado mexicano de Tabasco.

## Geografía
La localidad de Caobanal 2.ª Sección (Pedro Sánchez Magallanes) se sitúa en las coordenadas geográficas 17°37′25″N 93°24′38″O / 17.623611, -93.410556, a una elevación de 33 metros sobre el nivel del mar.

## Demografía
Según el Conteo de Población y Vivienda 2020, efectuado por el Instituto Nacional de Estadística y Geografía, la localidad de Caobanal 2.ª Sección (Pedro Sánchez Magallanes) tiene 251 habitantes, de los cuales 132 son del sexo masculino y 119 del sexo femenino. Su tasa de fecundidad es de 2.98 hijos por mujer y tiene 65 viviendas particulares habitadas.
| Gráfica de evolución demográfica de Caobanal 2.ª Sección (Pedro Sánchez Magallanes) entre 1980 y 2020 |
| |
| INEGI.                                                                                                |